# Zanjón de la Aguada (libro)
Zanjón de la Aguada es el quinto libro, y el cuarto de crónicas, del escritor chileno Pedro Lemebel. Fue publicado por la colección «Biblioteca Breve» de la editorial Seix Barral Chile en julio de 2003. A sus cincuenta crónicas se agrega una sección con fotografías en blanco y negro de la ciudad de Santiago.
Este libro, dedicado a la madre del autor, fue nominado al Premio Altazor 2004. Su título refiere al precario campamento en donde nació, asentado informalmente junto al cauce de agua natural del mismo nombre que recorre Santiago.

## Estructura
El libro es una recopilación de cincuenta crónicas, agrupadas en siete capítulos de acuerdo con su temática. Luego del cuarto capítulo de crónicas, se incluye un capítulo intermedio titulado «Porquería visual», con treinta fotografías en blanco y negro, relacionadas con algunas de las crónicas.

## Contenido
| Título                                                                                       | Argumento |
| -------------------------------------------------------------------------------------------- | --- |
| «En el país de nunca jamás»                                                                  | |
| «Zanjón de la Aguada (Crónica en tres actos)»                                                | Sobre la pobreza extrema del Zanjón de la Aguada, población «callampa» de Santiago en la que se crio con su madre, en pésimas condiciones sanitarias y compartiendo con delincuentes provistos de cierta ética local que hoy echa de menos. Dedicada a Olga María.                                 |
| «La primera comunión (O las blancas azucenas de la culpa)»                                   | Sobre la primera comunión en la niñez y los sacramentos católicos, dominados por sentimientos de temor, arrepentimiento y sometimiento. |
| «El primer día de clases ('Uf, lunes otra vez')»                                             | Sobre el primer día del retorno a clases, y del justificado rencor de los escolares rebeldes. |
| «Los duendes de la noche»                                                                    | Sobre los niños que, por la pobreza o un entorno deformado, dejan bruscamente su infancia para callejear junto a drogas, delincuencia y prostitución. |
| «Pin-Pón (O la luna trizada del nunca despertar)»                                            | Sobre los antiguos programas infantiles de la televisión chilena: Noisvander, Pin Pon, Cachureos, Mazapán, El Tío Memo y la Tía Pucherito. |
| «Los ojos achinados de la ternura mongólica»                                                 | Sobre la espontaneidad, transparencia y estigma social de los niños con síndrome de Down. Dedicada a Karin. |
| «Un pellejo aventurar»                                                                       | |
| «La enamorada errancia del descontrol»                                                       | Sobre las barras bravas de Santiago, Garra Blanca y Los de abajo, un nuevo grupo urbano de jóvenes post dictadura, contestatario, violento, de tendencia izquierdista menos idealista y víctima de la pobreza, la droga, la marginación.                                                           |
| «La iniciación de los conscriptos (O la patriótica hospitalidad homosexual)»                 | Sobre los favores clandestinos ofrecidos por homosexuales de provincias a jóvenes haciendo el servicio militar, quienes alejados de sus casas, encuentran en ellos algo parecido a un hogar. |
| «Adiós al Che (O las mil maneras de despedir un mito)»                                       | Sobre el multitudinario homenaje al Che Guevara en el Estadio Nacional, y la convicción de que el guerrillero hoy no sería tan machista ni homofóbico como era lo usual en aquellos años. |
| «Noche de Halloween en Valparaíso»                                                           | Sobre una noche de Halloween en Valparaíso, donde todos los cuicos que estaban con él fueron asaltados por tres payasos en una micro de camino a Viña del Mar. Dedicada «al Chago y su pandilla de Playa Ancha».                                                                                   |
| «La caleta de Horcones»                                                                      | Sobre la caleta Horcones, habitada por una mezcla de hippies y pescadores. |
| «Carta a la dulce juventud»                                                                  | Carta dedicada a los jóvenes marginados: los universitarios encapuchados endeudados, las embarazadas precoces, los rockeros, raperos, metaleros, hip-hoperos y barristas. |
| «Veredas de lunático taconear»                                                               | |
| «Las mujeres del PEM y el POJH (O recuerdos de una burla laboral)»                           | Sobre los humillantes empleos del PEM y el POJH, programas creados especialmente para mujeres en plena crisis económica durante la dictadura de Pinochet. |
| «Las mujeres de las barras»                                                                  | Sobre las mujeres barristas, una minoría sexual en ese contexto mayoritariamente machista. |
| «Las mujeres del frente (O estrategias de cazuela y metraca)»                                | Sobre las mujeres miembro y colaboradoras del FPMR, que ayudaron clandestinamente al atentado contra Augusto Pinochet. |
| «Pabellón de oncología femenina»                                                             | Sobre la negligencia y deshumanización de los hospitales oncológicos públicos para atender a las mujeres con cáncer. |
| «Una chica con la polera del Che entre los pinochetistas»                                    | Sobre una niña que descuidadamente se pasea con una polera del Che por Santiago, y sufre los agravios de una turba de pinochetistas que esperan a Pinochet para su ceremonia de senador vitalicio.                                                                                                 |
| «Los secretos de naturaleza (O el optimismo del santo remedio)»                              | Sobre la multitud de supersticiones difundidas por las amas de casa para combatir los males a través de la fe. |
| «'Chocolate amargo'»                                                                         | Sobre el suicidio de una mujer que se arrojó al río Mapocho junto a sus dos hijos, y de los ignorantes prejuicios morales en su contra. |
| «Cristal tu corazón (Retratos)»                                                              | |
| «Sybila Arredondo (O una chilena en el exilio peruano de la sombra)»                         | Sobre la escritora Sybila Arredondo, hija de Matilde Ladrón de Guevara, pareja de Jorge Teillier y luego esposa del peruano José María Arguedas, apresada durante varios años en Lima por apoyar a Sendero Luminoso.                                                                               |
| «Carmen Soria (O la eterna lucha de un ético mirar)»                                         | Sobre Carmen Soria, activista defensora de los derechos humanos, hija de Carmelo Soria, torturado y asesinado por la DINA, y amiga de Pedro Godoy, hijo de su empleada que corrió la misma suerte en el anonimato.                                                                                 |
| «Mi amiga Gladys ('El amor a la libertad es imparable')»                                     | Sobre Gladys Marín, figura clave, consecuente y persistente del comunismo chileno. |
| «Sola Sierra (O 'uno está tan solo en su penar')»                                            | Sobre Sola Sierra, humilde e importante activista defensora de los derechos humanos, viuda de un detenido desaparecido, y de cómo Lemebel la conoció por un error mediático del MOVILH. |
| «Carta para Andrés (O 'tu silencio ya me dice adiós')»                                       | Sobre la muerte de Andrés Pérez y su multitudinario funeral, descrito a través de una sentida carta póstuma. |
| «Hacer como que nada, soñar como que nunca (Acerca del video La venda, de Gloria Camiroaga)» | Sobre la necesidad de no olvidar las torturas y vejámenes cometidos en dictadura, y de la hipocresía de seguirlos desmintiendo. |
| «Marcia Alejandra de Antofagasta (Para ella, exijo las llaves de la ciudad)»                 | Sobre la valerosa peluquera antofagastina Marcia Alejandra, transexual que pese a su cambio de sexo, todavía algunas personas no la reconocen del todo como una mujer. |
| «Recién ayer era aldea»                                                                      | |
| «La inauguración del Museo de la Solidaridad Salvador Allende»                               | Sobre la inauguración del Museo de la Solidaridad Salvador Allende, en la que conoció a la artista conceptual Yoko Ono, ajenos al mediocre jet set y políticos criollos. |
| «El Barrio Dieciocho (O la noche cuando se inauguró la luz)»                                 | Sobre el vetusto Barrio Dieciocho, en el centro de Santiago, habitado a comienzos del siglo XX por la clase alta, y donde llegó la electricidad a la ciudad por primera vez, en presencia privada de unos pocos privilegiados.                                                                     |
| «Veraneo en la capital (O la gota gorda del sudor capitalino)»                               | Sobre el veraneo de los santiaguinos más humildes, que aprovechan los parques públicos para refrescarse. |
| «La Plaza Italia (O 'eran cuatro esquinas que hablaban de los dos')»                         | Sobre la Plaza Italia, antiguo límite entre los extremos sociales de Santiago, que desde el triunfo del «No» se convirtió en el punto de celebración indiscutido de las conglomeraciones. |
| «La Plaza de Armas (O el fin de un populoso rondar)»                                         | Sobre la diversidad de personajes que daban vida a la Plaza de Armas de Santiago antes de los arreglos hechos por el alcalde de turno. |
| «El día de los muertos»                                                                      | Sobre el Día de los Muertos, en que los vivos van a visitar a sus muertos, enterrados en los cementerios de acuerdo a su condición socioeconómica. |
| «Socorro, me perdí en un mall (O, ¿tiene parche curita?)»                                    | Sobre el absurdo de ir a comprar un parche curita a un enorme y sintético mall. |
| «El ofertón colorido del 9.990»                                                              | Sobre la publicidad engañosa de las grandes tiendas como Paris, Ripley o Falabella, y el endeudamiento generado por sus tarjetas de crédito. |
| «Sanhattan (O el vértigo arribista de soñarse en Nueva York)»                                | Sobre la ridícula arrogancia de los cuicos al haber bautizado como Sanhattan a un sector de Santiago que en nada se parece a Nueva York. |
| «La intemperie del mural»                                                                    | Sobre el muralismo urbano de Santiago, inexperto, cliché y de característica tendencia izquierdista. |
| «Nacarada discorola»                                                                         | |
| «Susy Becky (O 'yo quiero ser igual que una sirena')»                                        | Sobre su encuentro con una Sussy Vecky ya entrada en años en la Feria del Libro de La Serena, quien todavía es contratada por empresarios para cantar su único y olvidado éxito. |
| «Raffaella Carrá (O las tiernas acrobacias de una tonta canción)»                            | Sobre Raffaella Carrà, ágil y alegre diva de los años setenta y ochenta, que con su música simple y estética travesti se convirtió en un referente gay. |
| «Illapu (O 'el amigo de la tristezas soy')»                                                  | Sobre Illapu, reconocida y consecuente banda de izquierdas, a cuyos miembros conoció en la Feria del Libro de Guadalajara en 1999. |
| «Silvio Rodríguez (O el mal entendido del 'unicornio azul')»                                 | Sobre su encuentro con Silvio Rodríguez durante su primera gira por Buenos Aires, y del disgusto del cantautor por una pregunta que le hizo relacionada con la homosexualidad y la revolución. Dedicada a Jaime Lepé.                                                                              |
| «Luca Prodan (O 'Divididos por la felicidad')»                                               | Sobre Luca Prodan, referente del rock argentino, vocalista de la influyente pero poco masiva banda Sumo. |
| «Manu Chao (O 'próxima estación Esperanza')»                                                 | Sobre el ecléctico y político trotamundos Manu Chao, a quien consiguió saludar en un segundo concierto de su gira por Chile, pese al cansancio del cantautor. |
| «Lucho Barrios (El canto tiznado que ríe llorando)»                                          | Sobre Lucho Barrios, quien pese a su fama sigue siendo un cantante del pueblo, de letras tristes que canta riendo. |
| «Al cierre de cortinas»                                                                      | |
| «La asunción de Lagos a la Presidencia (O toda escoba nueva barre bien)»                     | Sobre las suntuosas y las populosas celebraciones de la llegada del socialista Ricardo Lagos a la presidencia. |
| «El incesto cultural del familión chileno (O las erres y las zetas de un próspero paisaje)»  | Sobre las familias ricas, poderosas y soberbias de Chile desde los años 1940. |
| «La baba tricolor de la risa nacional»                                                       | Sobre los estereotipados humoristas nacionales, que se burlan de las minorías marginadas sin explorar la ternura de sus personajes, como se hace en otros países. |
| «Noche de Año Nuevo en Valparaíso (O La guerra de las galaxias en formato sureño)»           | Sobre los esperados fuegos artificiales del Año Nuevo en Valparaíso, que por esa noche transforman a la ciudad puerto. |
| «La mesa de diálogo (O el mantel blanco de una oscura negociación)»                          | Sobre una mesa de negociación realizada durante el arresto de Pinochet en Londres, celebrada entre militares y algunos familiares de detenidos desaparecidos, que aceptaron participar en ese intento de las Fuerzas Armadas por obtener una impunidad por sus crímenes sin siquiera pedir perdón. |
| «Bienvenido, Tutankamón (O el regreso de la pesadilla)»                                      | Sobre el regreso a Santiago, luego de su detención en Londres, del anciano exdictador Augusto Pinochet, acompañado de una pompa militar que recordaba al führer. |
| «La Feria del Libro en tres actos»                                                           | Sobre la Feria del Libro de Santiago, que encuentro cultural y literario al aire libre en el Parque Forestal, se trasladó en los años 1990 a la Estación Mapocho, más grande y mercantil, para el año 2000, con el alcalde Joaquín Lavín, convertirse en un evento de derechas.                    |